# HAG Modelleisenbahnen

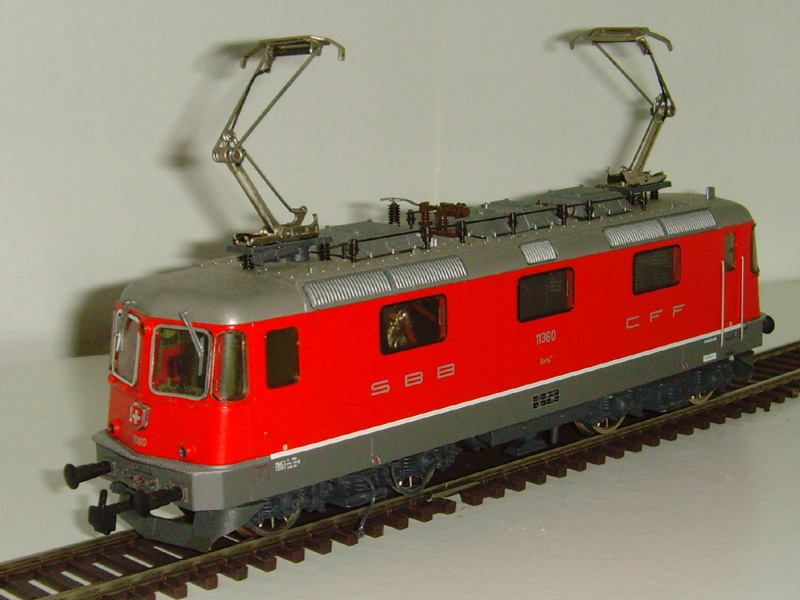
Model lokomotivy HAG v H0

HAG-Modelleisenbahnen AG je výrobce železničních modelů z Mörschwilu ve Švýcarsku. Společnost založili Hugo a Alwin Gahlerovi roku 1944 (odtud také název společnosti).
Zprvu HAG vyráběla modelovou železnici v měřítku 0. Když však počátkem 50. let poptávka po tomto měřítku postupně klesala, kvůli stoupajícímu zájmu o velikost H0, začala společnost počínaje rokem 1954 rovněž vyrábět modely v tomto měřítku. Roku 1957 pak produkci ve velikosti 0 úplně zastavila.
Současná nabídka HAG zahrnuje lokomotivy, řídící vozy, osobní a nákladní vozy skoro ze všech konců Švýcarska. Modely jsou vyráběné jak pro stejnosměrné napětí, tak pro střídavé (pro odběr z třetí kolejnice), a technicky úzce spojené s výrobky značky Märklin.